# Церковь Святого Воскресения (Гори)
Церковь Святого Воскресения (Сурб Арутюн) (арм. Գորիի Սուրբ Հարություն հայկական եկեղեցի) — утраченный храм Армянской Апостольской церкви в городе Гори, Грузия.

## История
Церковь была расположена в пригороде Гарет-Убани, недалеко от Горийской крепости, по дороге к Цхинвали, на берегу речки Пшани, рядом с мельницей Сухитовых (Сухиташвили).. Церковь был разрушен Горийским землетрясением 1920 года.